# Patrick Moser
Pour les articles homonymes, voir Moser.
Patrick Moser, né le 25 mai 1969, est un homme de lettres suisse, traducteur et écrivain, historien de l'art, muséologue, fondateur et conservateur du musée Villa "Le Lac" Le Corbusier.

## Biographie
Patrick Moser, après des études de lettres à l'Université de Lausanne, commence par enseigner, puis fort de cette expérience entreprend des études de traduction et d'interprétation. En parallèle, il obtient en 2001 un post-grade de muséologie de l’Université de Genève pour sa thèse "De la maison d'habitation au lieu d'exposition - exemple de la Villa "Le Lac" Le Corbusier".
Devenu traducteur, Patrick Moser se fait connaître dans le milieu. Ses travaux sont notamment remarqués par Kenneth Branagh qui aura recours à ses services pour une adaptation de Love’s Labour’s Lost de Shakespeare. Suivront Martin Scorsese pour le film Gangs of New York et Tim Burton pour Big Fish. Patrick Moser signe la traduction, pour la Suisse, de l’étonnant documentaire d'André Heller et Othmar Schmiderer Im toten Winkel (Dans l'angle mort – la secrétaire d’Hitler).
L'écrivain américain Jon Ferguson lui confie la traduction de son roman The Missionary qui sera publié sous le titre Le Missionnaire en 2005 aux Éditions Castagniééé. Suivront The Anthropologist (L'Anthropologue) en 2006 et The Flood (Le Déluge) en 2010 chez le même éditeur.
En 2010, Patrick Moser crée, selon le vœu exprimé par Le Corbusier dans l'une de ses dernières lettres (1965), un musée à la Villa "Le Lac", à Corseaux, en Suisse. Les photographes Erling Mandelmann et René Burri contribuent à la création du musée en prêtant leurs œuvres pour les deux premières expositions en 2010 et 2011. En 2015, à l'occasion du cinquantenaire de la disparition de l'architecte, Patrick Moser convoque Daniel Libeskind, Mario Botta, Zaha Hadid, Toyo Ito, SANAA, Rudy Ricciotti, Bernard Tschumi, Gigon/Guyer, Alvaro Siza et Rafael Moneo pour un projet d'extension de la Villa "Le Lac" - concours d'idée et d'imagination en guise d'hommage à l'un des plus grands architectes du XXe siècle.
En 2013, Patrick Moser est invité à l'université technique de Chalmers à Göteborg (Suède) pour y présenter ses recherches sur les liens entre architecture et littérature. Suivront plusieurs conférences, notamment à la Villa du Docteur Curutchet à La Plata, en Argentine (2015), et à la maison de Mies van der Rohe de la Weissenhof Siedlung de Stuttgart (2016) dans le cadre des Französische Wochen im Grossraum Stuttgart  (Weissenhofwerkstatt im Haus Mies van der Rohe). Ses conférences sont publiées en français, anglais, allemand et suédois.
En 2017, l'Université de Lausanne lui confie le commissariat de l'exposition in situ "Du BFSH 2 à l'Anthropole – 1987-2017" à l'occasion des 30 ans du Bâtiment des Facultés des sciences humaines II. Il participe à la table ronde du 3 novembre organisée à l’EPFL pour les 75 ans de l'Association suisse des architectes d'intérieur  VSI. ASAI avec Jacques-Xavier Aymon (architecte d‘intérieur EAD, professeur émérite HEAD), Yves Corminboeuf (designer industriel HES, spécialiste en développement durable), Thomas Juguin (acousticien dipl. SSA), Bruno Marchand (Dr ès Sciences, architecte EPFL, professeur EPFL), Corinne Mosimann (architecte d’intérieur) et Victor Vieillard (concepteur lumière).
En 2018, il collabore avec les Archives de la construction moderne et Archizoom (EPFL) à l'exposition "Habiter la modernité – Villas du style international sur la Riviera lémanique" à l'Atelier de Grandi (6 sept. - 29 nov. 2018) et participe le 4 octobre 2018 à la table ronde "Habiter la modernité" avec Joëlle Neuenschwander, Paola Tosolini, Salvatore Aprea, Christophe Flubacher et Cyril Veillon. Suivra en 2019 un plaidoyer en faveur des tours et des gratte-ciel en Suisse avec l'exposition De Bel-Air à Babel à la Villa "Le Lac" Le Corbusier pour laquelle Patrick Moser analyse cinq tours construites ou projetées entre 1930 et 1970 à Lausanne, Vevey, Montreux et Aminona, oeuvres de cinq architectes majeurs du xxe siècle : Jean Tschumi, René Deléchat, Alphonse Laverrière, Hugo Buscaglia et Philippe Gaillard.
En 2019, il participe au Committee on Design International Conference de l'American Institute of Architects et conduit ses représentants sur les traces de l'architecte Jean Tschumi lors d'une visite-conférence du siège international de Nestlé à Vevey (Suisse). Suivra une importante conférence sur les mythes et réalités autour de la Villa "Le Lac" Le Corbusier dans le cadre du AHA! Festival de l'université technique de Chalmers à Göteborg (Suède).
Le 4 décembre 2021, en complément à l’exposition « TranSMutations 1921-2021 » présentée à l’occasion des 100 ans de TSM Compagnie d’Assurances, Marcel Schiess invite Patrick Moser au Club 44 de La Chaux-de-Fonds pour une conférence « 1921 dans la vie de Le Corbusier ».
En 2022, Patrick Moser invente la Time Machine (ou machine à voyager dans le temps) dispositif de réalité augmentée appliquée à la médiation culturelle en domaine muséal. Time Machine est mise en oeuvre pour la première fois à la Villa "Le Lac" Le Corbusier le 1er juillet puis présentée lors du symposium Museum XTD sur la transition numérique des petites et moyens musées à la HEIG-VD le 13 octobre .
En écho à la conférence de Göteborg (2019) sur les mythes et réalités autour de la Villa "Le Lac", Patrick Moser initie le concept Le Corbusier 2.0 dont il présente les grandes lignes le 9 août 2022 lors de la Conférence de Cap Moderne le 9 août 2022 à Roquebrune Cap Martin. La première application pratique du Concept Le Corbusier 2.0 a pu être mise en oeuvre en présence de la Confédération suisse, des cantons de Vaud, Genève et Neuchâtel et des communes du district de la Riviera-Pays d'Enhaut lors du centenaire 1923-2023 de la Villa "Le Lac" Le Corbusier dont Patrick Moser organise l'exposition rétrospective et la publication Il était une fois la Villa – Le plan avant le terrain et autres histoires, de même que les Festivités du Centenaire : des concerts de Marc Aymon, Jérémie Kisling, Milla, Jérémie Conus et le duo Maniv'elles, des conférences, des projections de films, un concours canin et une émission radiophonique RTS en direct depuis le jardin de la Villa "Le Lac" en collaboration avec le chercheur en phytomusicologie Renaud Ruhlmann.

## Publications
Patrick Moser est l'inventeur du nanotexte – genre littéraire entre le haïku et la nouvelle – court, dense, polysémique, cinématographique.
En 2002, après de nombreux réglages et ajustements, Patrick Moser publie aux Éditions Castagniééé un premier recueil de nanotextes, la Saveur des Mots, œuvre d’exploration générique, d’expérimentations et découvertes. Suit en 2003 un second recueil, Icare, dans lequel le nanotexte prend son envol, puis un troisième, Tu ne voleras point, en 2005, qui définit les limites du genre et consacre la naissance d’un style. Ce dernier recueil a été récompensé par le prix Jean Amaury 2005.
En 2010 paraît Epilogue, pièce de théâtre devenue bande dessinée grâce à une heureuse collaboration avec David Delcloque, graphiste et illustrateur français (Boulogne-sur-Mer). L'écriture nanotextuelle trouve avec Epilogue sa première adaptation théâtrale et bédéistique. Suivra une seconde collaboration sous forme de "palimpseste sur patron de couture" avec La Petite Veste – Doublée de son morphing typographique, oeuvre d'expérimentation artistique présentée sous le patronage de l'ambassade de Suisse à l’occasion de la 7ème édition de Drawing Now Paris au Carrousel du Louvre du 11 au 14 avril 2013.
En 2010, Patrick Moser entame une série de publications bibliophiles autour de l'architecture, catalogues d'expositions et ouvrages spécialisés.
- Il était une fois la Villa – Le plan avant le terrain et autres histoires, catalogue d'exposition n° 10 Villa "Le Lac" Le Corbusier, Call me Edouard Éditeurs | Publishers, 2023
- L’eau : un rôle signiﬁcatif dans l’architecture de Le Corbusier, in AS – Architecture suisse n° 229 mars 2023 | Collection H20
- "Dix décennies en dix clichés, et plus... 1923-2023", in LC. REVUE DE RECHERCHES SUR LE CORBUSIER #07, mars 2023 (ISSN-e 2660-7212, Nº. 7, 2023, p. 135-160)
- Dans le sillage de la Villa – A Villa and its Legacy, Brauen Wälchli Architectes, photos Ariel Huber, catalogue d'exposition n° 9 Villa "Le Lac" Le Corbusier, Call me Edouard Éditeurs | Publishers, 2021
- John-Francis Lecoultre – Un pastelliste d'exception, Leporello, Call me Edouard Éditeurs | Publishers, 2020
- Guide till fiktionens verklighetens arkitektur in Glänta[7] (Suède), sous la direction de Göran Dahlberg, 2020.

- La modernité dans Lavaux, in "Les bâtisseurs de Lavaux", sous la direction de Bruno Corthésy, Presses Polytechniques et Universitaires Romandes, 2019.
- De Bel-Air à Babel – Un rêve de grandeur, catalogue d'exposition n° 8 Villa "Le Lac" Le Corbusier, Call me Edouard Éditeurs | Publishers, 2019
- Florence Cosnefroy – Couleurs et correspondances, catalogue d'exposition n° 7 Villa "Le Lac" Le Corbusier, Call me Edouard Éditeurs | Publishers, 2019
- Vivre la modernité à la Villa "Le Lac" de Le Corbusier, in « Habiter la modernité », Editions de l'Atelier de Grandi, 2018
- Adrien Couvrat – Le Corbusier et les reflets de la couleur, catalogue d'exposition n° 6 Villa "Le Lac" Le Corbusier, Call me Edouard Éditeurs | Publishers, 2017
- Trois conférences - Göteborg, La Plata, Stuttgart, (textes originaux en français, anglais et allemand - traductions en suédois), Architext, 2013, 2015, 2016
- Pascal Dufaux - Alien Camera, Installation à la Villa "Le Lac" Le Corbusier, Call me Edouard Éditeurs | Publishers, 2016
- Hommage à Le Corbusier, catalogue d'exposition no 5 Villa "Le Lac" Le Corbusier, Call me Edouard Éditeurs | Publishers, 2015
- Daniel Schlaepfer - Une Petite Maison de Nuit, mise en lumière de la Villa "Le Lac" Le Corbusier, Call me Edouard Éditeurs | Publishers, 2015
- Alberto Sartoris ou la quatrième dimension de l'architecture, catalogue d'exposition no 4 Villa "Le Lac" Le Corbusier, Call me Edouard Éditeurs | Publishers, 2014
- La Petite Veste – Doublée de son morphing typographique, palimpseste sur patron de couture en collaboration avec David Delcloque, Call me Edouard Éditeurs | Publishers, 2013
- Écal chez Le Corbusier, catalogue d'exposition no 3 Villa "Le Lac" Le Corbusier, Ed. Castagniééé, 2012
- René Burri - Le Corbusier intime, catalogue d'exposition no 2 Villa "Le Lac" Le Corbusier, Éd. Castagniééé, 2011
- Erling Mandelmann - Le photographe, le musicien et l'architecte, catalogue d'exposition no 1 Villa "Le Lac" Le Corbusier, Éd. Castagniééé, 2010
- Épilogue, Bande Dessinée en collaboration avec David Delcloque, Éd. Castagniééé, 2010
- L'Autographe de James Mason, in « Rencontre II », Éd. de l'Aire, 2009
- Joe (puis Joey) Sayers, Le Ciel, traduction, Éd. Castagniééé, 2008
- Drôles d'oiseaux in "Denis Savary – Le Malagocogue", Éd. Castagniééé / Musées Jenisch, 2008
- Le Chat qui vous ressemble, nanotexte illustré par David Delcloque, Éd. Castagniééé, 2006
- Tu ne voleras point, nanotextes, Éd. Castagniééé, 2005
- La Colo, in « Dis-moi ton Ange », Éd. Publi-Libris, 2005
- L’Accordéon, in « La Venoge côté cœur », Éd. Publi-Libris, 2004
- Icare, nanotextes, Éd. Castagniééé, 2003
- Ecce Homo, nanotexte illustré par Maude Fattebert, Éd. Castagniééé, 2002
- La Saveur des Mots, Éd. Castagniééé, nanotextes, 2002